# فيرنر نيومان (محامي)
فيرنر نيومان (بالألمانية: Werner Neumann)‏ هو قاضي ومحامي ألماني، ولد في 1953 في فريكنهورست ‏ في ألمانيا.